# Margareta de Boemia (1296–1322)
Margareta de Boemia (în cehă Markéta Přemyslovna, în poloneză Małgorzata Przemyślidka; n. 21 februarie 1296, Praga – d. 8 aprilie 1322, Hradec Králové) a aparținut dinastiei Přemyslid și a fost fiica lui Venceslau al II-lea al Boemiei și a primei lui soții, Iudita de Habsburg.

## Biografia
În 1308 Margareta s-a căsătorit cu Boleslav al III-lea cel Generos. Logodna fusese negociată de tatăl ei.
De la sosirea lui Boleslav la curtea boemă și după logodna sa cu Margareta, regele Venceslau l-a favorizat în mod evident ceea ce a provocat teamă celor mai apropiate rude de sex masculin ale regelui, care au văzut în tânărul duce de Legnica un potențial pretendent la tronul Boemiei. Venceslau al II-lea a avut un fiu care părea să-l facă pe Boleslav irelevant pentru moștenirea tronului. Moartea neașteptată lui Venceslau al II-lea în 1305 și uciderea fiului său, Venceslau al III-lea în 1306 la Olomouc a schimbat situația. Boleslav a câștigat o importanță neprevăzută și a început să lupte pentru tronul Boemiei luând titlul de „haeres Regni Poloniae” (moștenitorul Regatului polonez).
La tronul Boemiei a urmat Henric de Carintia, care era căsătorit cu sora cea mare a Margaretei, Anna de Boemia. După doar un an Rudolf de Habsburg a reușit să îl alunge pe Henric de pe tron și s-a căsătorit cu Elisabeta Richza a Poloniei, care era mama vitregă a Margaretei. După moartea lui Rudolf în 1307, tronul Boemiei a fost oferit din nou lui Henric și Annei, dar poziția lor era nesigură. Ei și-au îndreptat atenția spre Elisabeta, sora Margaretei și a Annei, pe care doreau să o căsătorească cu Otto de Löbdaburg din motive politice, dar ea a refuzat și s-a căsătorit cu Ioan de Luxemburg, datorită căruia Henric și Anna au pierdut definitiv tronul Boemiei. Aceștia s-au întors în Carintia, iar Anna a murit în 1313, fără a a avea urmași. Ioan și Elisabeta au ocupat tronul Boemiei și au avut mai mulți copii printre care s-au numărat Carol al IV-lea, care a devenit împăratul Sfântului Imperiu Roman și Bonna de Boemia, devenită regină consort a Franței. Astfel orice șansă ca Boleslav și Margareta să ocupe tronul Boemiei a dispărut.
Margareta a murit la Hradec Králové o zi după ce a născut ultimul ei copil. Boleslav s-a recăsătorit în 1326 cu Caterina Šubić (n. 5 martie 1358), fiica banului Mladen al III-lea Šubić al Croației.

## Descendenții
Margareta și Boleslav au avut trei copii:
- Venceslau I de Legnica (n.c. 1318 – d. 2 iunie 1364);
- Ludovic I cel Corect (n.c. 1321 – d. 6/23 decembrie 1398);
- Nikolaus (n. – d. 7 aprilie 1322).